# Saurita concisa
Saurita concisa là một loài bướm đêm thuộc phân họ Arctiinae. Loài này được Francis Walker mô tả năm 1854. Loài này có ở Panama và rừng mưa Amazon.